# Alberto Coramini
Alberto Coramini (Maserà di Padova, Provincia de Padua, Italia, 2 de agosto de 1944 - Teolo, Provincia de Padua, Italia, 17 de febrero de 2015) fue un futbolista italiano. Se desempeñaba en la posición de defensa.

## Clubes
| Club           | País   | Año         |
| -------------- | ------ | ----------- |
| Juventus F. C. | Italia | 1964 - 1965 |
| Potenza S. C.  | Italia | 1965 - 1966 |
| Juventus F. C. | Italia | 1966 - 1968 |
| A. C. Pisa     | Italia | 1968 - 1972 |
| Calcio Padova  | Italia | 1972 - 1976 |
| A. C. Belluno  | Italia | 1976 - 1978 |

## Palmarés

### Campeonatos nacionales
| Título      | Club           | País   | Año     |
| ----------- | -------------- | ------ | ------- |
| Copa Italia | Juventus F. C. | Italia | 1964-65 |
| Serie A     | Juventus F. C. | Italia | 1966-67 |